# Joséphine de Beauharnais
För kamégarnityret som bär hennes namn se Svenska kungahusets smycken
Joséphine de Beauharnais (flicknamn: Marie Josèphe Rose Tascher de la Pagerie), född 23 juni 1763 i Les Trois-Îlets, Martinique, död 29 maj 1814 på slottet Malmaison utanför Paris, var en fransk kejsarinna. Hon var gift 1779–1794 med vicomte Alexandre de Beauharnais (1760–1794) och 1796-1809 med Napoleon I (1769–1821). Hon är berömd under namnet Joséphine, men det var ett namn hon fick av Napoleon, och hon kallades före detta för Marie-Josèphe eller enbart Rose. 
Hon fick två barn i första äktenskapet: Eugène de Beauharnais och Hortense de Beauharnais. Hon var farmor till Josefina av Leuchtenberg, som genom sitt äktenskap med Oscar I blev drottning av Sverige och Norge.

## Tidigt liv
Joséphine de Beauharnais var dotter till Joseph-Gaspard de Tascher de La Pagerie (1735–1791), chevalier, seigneur de La Pagerie, och Rose-Claire des Vergers de Sannois (1736–1807); hennes far var en adlig plantageägare på Martinique och tillhörde en fransk släkt som utvandrat till Västindien i början på 1700-talet. Joséphine, som under sin barndom kallades "Yeyette", växte upp med sina systrar Catherine och Manette på familjens sockerplantage La Pagerie på Martinique. Hon växte upp fritt och beskrev sin barndom som lycklig, bortskämd och bekymmerslös.
Hon placerades 1773 i klosterskolan Maison de la Providence i Fort Royal. Undervisningen där var typisk för samtida klosterskolor för flickor och bestod av ytliga baskunskaper samt musik och sällskapstalanger för att attrahera friare, och hon beskrivs som en söt och gladlynt gitarrspelare.  1778 ska hon enligt en populär legend ha låtit sig, sin kusin Aimée du Buc de Rivéry och en annan flicka bli spådd av Euphémie David. Hennes vän spåddes gifta sig med en plantageägare; hennes kusin spåddes bli kidnappad av pirater; medan Joséphine ska ha blivit spådd att hon skulle gifta sig med en man i ett olyckligt äktenskap, och därefter en "mörk liten man med liten förmögenhet" som "skulle täcka världen med ära".
År 1779 lämnade hon Västindien vid sexton års ålder och reste till Frankrike med sin far och sin kammarjungfru Euphémie Lefèvre (som troligen var hennes halvsyster) för att ingå ett arrangerat äktenskap.

## Första äktenskapet
År 1779 gifte hon sig med adelsmannen vicomte Alexandre de Beauharnais. Äktenskapet hade arrangerats på förslag av Joséphines faster Edmée de Beauharnais, som sedan 1757 varit permanent sambo med Alexandres far, och ville försäkra sig om ett fortsatt ekonomiskt stöd även efter dennes död genom att gifta bort sin brorsdotter med hans son och arvtagare. Alexandre de Beauharnais gick med på äktenskapet eftersom det var ett villkor för att få tillgång till sitt arv, men han hade då en fast relation med en gift kvinna, Laure de Longpré, som han levde med och väntade barn med.
Äktenskapet blev snart ansträngt. Alexandre var besviken på hennes provinsiella vanor och brist på bildning och skämdes över henne i det parisiska salongslivet, där kvinnor förväntades kunna diskutera konst och politik. Joséphine blev heller inte presenterad vid hovet, eftersom hennes svärfar var utesluten från att visa sig där då han hade antagit en högre titel (markis) än vad han hade rätt till. Alexandre de Beauharnais misslyckades med sina ambitioner att göra karriär vid hovet, slösade bort Joséphines förmögenhet och fortsatte leva med sin älskarinna Laure de Longpré, medan Josephine fortsatte att leva tillsammans med hans far och sin faster. Deras tillfälliga försoningar resulterade dock i födseln av deras son 1781, och att Josephine återigen var gravid 1783, när Alexandre lämnade henne för att besöka Martinique tillsammans med sin älskarinna. 
Under tiden på Martinique undersökte Alexandre möjligheten av att Josephine hade haft sexuella förbindelser före äktenskapet och ska ha hotat en av slavfickorna, Brigitte, för att få henne att medge detta.  Han begärde vid sin hemkomst separation med hänvisning till Joséphines otrohet och begärde att hon skulle sättas i ett fängelsekloster. Han påstod sig ha hört att hon hade haft kärleksaffärer på Martinique, och att den dotter hon hade fött under hans frånvaro inte var hans.  Det ska ha varit Laure de Longpré som ingett honom dessa anklagelser.  Joséphine fick dock stöd av Alexandres familj, och lade på eget initiativ och med deras stöd in en begäran om formell separation inför domstol. Domstolen gick på hennes linje och utfärdade en laglig separation som tilldömde henne, som den oskyldiga parten, vårdnaden om sin dotter, rätten att ha sin son hos sig om somrarna, samt rätten till ett underhåll från Alexandre och att kontrollera sina egna pengar.
Under den tid hon väntade på att separationen skulle gå igenom bodde Joséphine i ett kloster, Abbaye de Penthemont. Det var inte ett fängelsekloster utan ett bekvämt gästhem för kvinnor i samma situation, ofta från överklassen, och hon lärde bland annat känna Bathilde av Orléans där. Under denna tid ska hon ha lärt sig att sminka och klä sig elegant och föra och konversera sofistikerat.
När skilsmässan gått igenom flyttade hon till sin svärfar och faster i Fontainebleau. Under denna tid umgicks hon i utkanten av hovkretsarna. Hon blev aldrig formellt presenterad vid hovet, men hon fick tillstånd att följa med under den kungliga jakten som hovet företog sig under sin regelbundna vistelse i staden och delta vid de champagnepicknickar som hörde till, och hon deltog i de baler och middagar som anordnades av medlemmar av hovet. Trots villkoren i skilsmässan var hennes inkomster blygsamma, men hon hade förhållanden med en rad förmögna män, bland dem bankiren Denis de Rougement, Chevalier de Coigny och Comte de Crenay, som ska ha hjälpt henne att betala räkningarna.
1788 reste hon till Martinique där hon tillbringade två år. Orsaken till hennes resa var att återse sin mor, men hon hade också anledning att ge sig av då hon hade samlat på sig skulder och väckt skandal med sina kärleksaffärer som kunde ge Alexandre skäl att ifrågasätta skilsmässovillkoren inför domstol. Under tiden på Martinique deltog hon i nöjeslivet i Fort-Royal. När franska revolutionen utbröt spred sig en politisk oro på ön, då fria färgade började bilda kommittéer och kräva samma rättigheter som plantagearistokratin. Den 31 augusti 1790 utbröt ett slavuppror i Saint Pierre på Martinique, som växte till kaos när fattiga vita och soldater förenade sig med de upproriska slavarna mot myndigheterna.  Upproret spred sig till Fort-Royal, där Josephines farbror hamnkommendanten blev tagen som gisslan av rebellerna, som tog över stadens fort. Joséphine, hennes dotter och Euphémie Lefèvre flydde snabbt från staden ombord på fregatten La Sensible, vars kapten erbjudit dem att följa med, och en kanonkula ska ha landat bredvid dem under flykten. Att hon hade tvingats fly hastigt illustreras av att hon inte fått med sig ett klädombyte utan tvingades sy sig kläder av segeltyg från fartygsförrådet. Strax efter hennes avfärd slogs upproret på Martinique ned och dess ledare avrättades offentligt och fick sina huvuden uppsatta på pålar runt ön. Les Carmes
Joséphine återvände till Frankrike i oktober 1790. Hennes make var då i tjänst i den franska armén och hade en plats i den nya regeringen. Hon bosatte sig i Paris hos Désirée Hosten. I egenskap av hustru till Alexandre de Beauharnais, om än separerad, hade hon tillträde till de främsta salongerna i Paris, och umgicks i bland annat Germaine de Staels salong, där hon blev en omtyckt figur i sällskapslivet och skaffade sig värdefulla kontakter. Hon intresserade sig dock inte för politik. År 1793 lät Martiniqies innevånare överlämna ön till Storbritannien för att undvika att se revolutionsregeringen upphäva slaveriet, vilket gjorde att Josephine inte längre fick någon inkomst därifrån. När skräckväldet bröt ut gick Joséphine tillsammans med Holsten under jorden med sina barn och gömde sig i Croissy, där hon satte sin son i lära hos en snickare och sin dotter i lära hos en sömmerska. 
När Alexandre de Beauharnais greps i mars 1794 anklagade för förräderi och tjänstefel i sin militära yrkesutövning, samtidigt som även hans bror, en känd rojalist, greps. Josephine försäkrade myndigheterna om att hon var en amerikansk republikan och ansökte om sin makes frigivning, men angavs och greps själv tillsammans med Holsten, angiven för att använda sitt hus som en mötesplats för aristokrater, och fängslades i Les Carmes. I fängelset hade hon en kärleksaffär med general Lazare Hoche. När Alexandre avrättades i juli, meddelades att även Josephine skulle avrättas. Den 26 juli föll dock Robespierre och skräckväldet avslutades, och Josephine blev tack vare sin vän Thérésa Tallien en av de första politiska fångar som släpptes.

## Äktenskapet med Napoleon

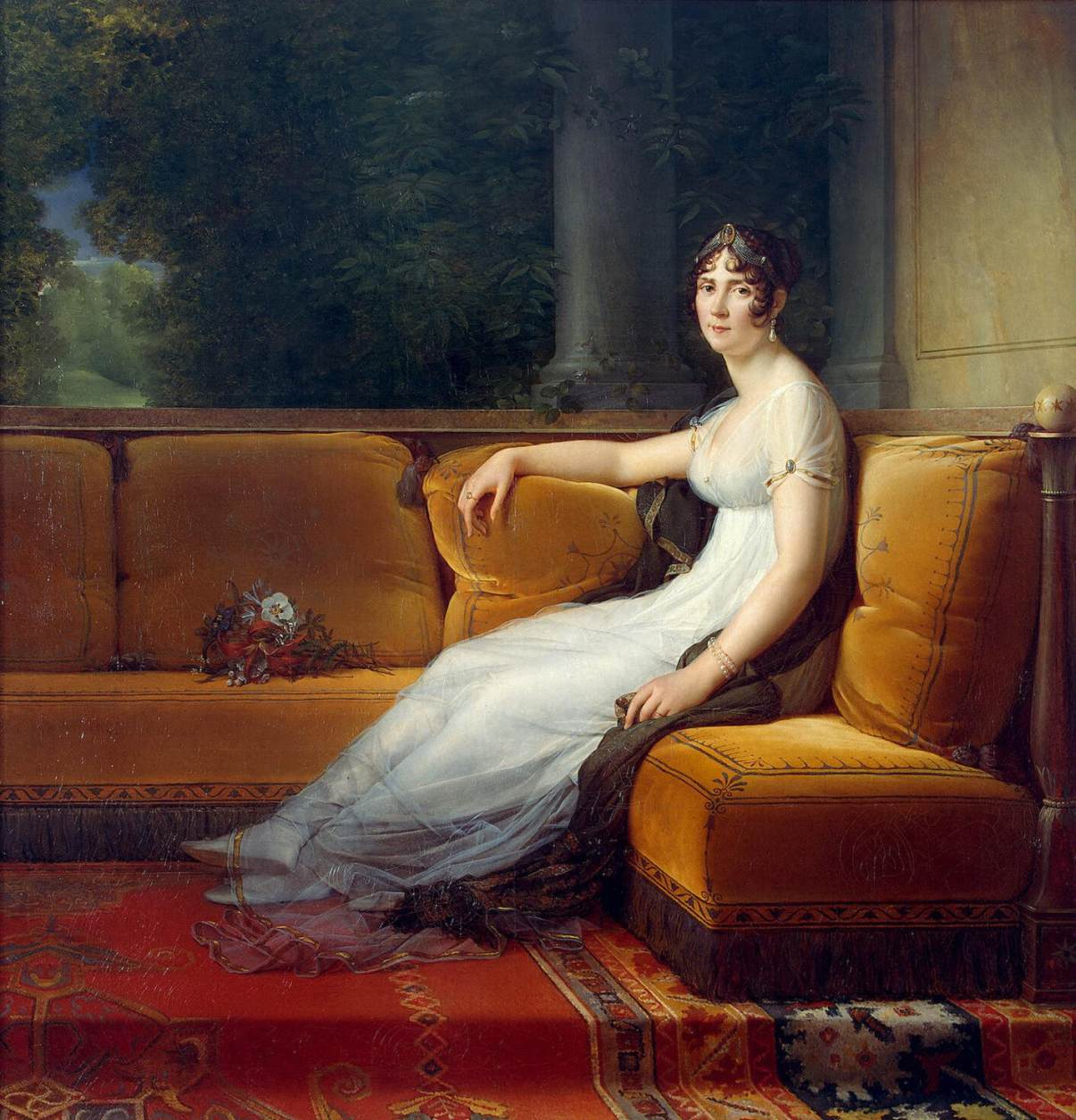
Joséphine de Beauharnais, porträtterad av François Gérard, 1801. Musée national de Malmaison et Boi-Préau, Paris.

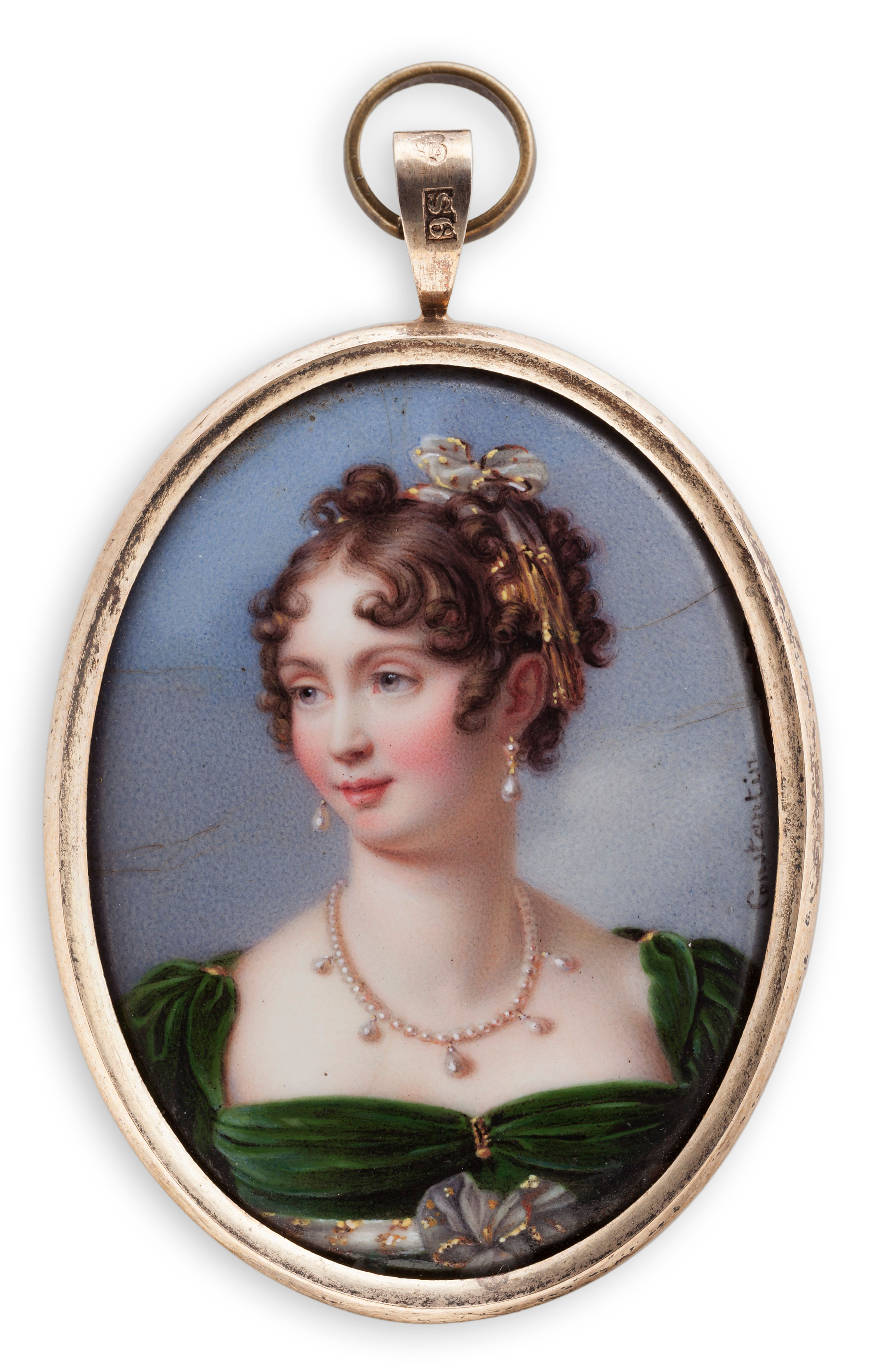
Joséphine de Beauharnais på ett miniatyrporträtt av Abraham Constantin (1785–1851). Finlands Nationalgalleri, Konstmuseet Sinebrychoff, Helsingfors.

Efter sitt frisläppande kom Joséphine att bli en av de ledande centralfigurerna inom Parissocieteten under det franska direktoriet. Hon kom tillsammans med Thérésa Tallien och Fortunée Hamelin (ibland Juliette Récamier) att bilda den berömda trio som blev symboler för les merveilleuses ("merveilleuserna"); de ansågs utgöra förebilder för den nya tidens ideal och blev de modeikoner som lanserade det s.k. grekiska modet, de klänningar utan midja som senare blev typiska inom empirmodet. 
Det har påståtts att Josephine var kurtisan under denna period. Detta är en fråga om tolkning och definition. Hon hade under denna tid ett förhållande med politikern Alexander Barras, som betalade hennes räkningar, eftersom underhållet från hennes mor på Martinique hade svårt att komma fram när ön var ockuperad av Storbritannien. 
Napoleon blev redan vid deras första möte fullkomligt betagen av den vackra Joséphine, och de gifte sig borgerligt den 9 mars 1796. Under sin bortovaro, i krig i Italien och på fälttåg i Egypten, skrev Napoleon glödande kärleksbrev till henne. Joséphine själv var inte förälskad i honom, och avböjde att följa med honom på hans uppdrag. Hennes verkliga kärleksintresse under denna tid var Hippolyte Charles, med vilken hon då hade en relation. Hennes förhållande till Napoleons familj var dålig.

## Konsulatet
Napoleon tog 1799 makten i Frankrike som förste konsul. Joséphine förväntades i egenskap av hans hustru uppfylla representativa som första dam. Hon tilldelades rentav hovdamer direkt efter maktövertagandet och förväntades representera på samma sätt som en drottning: närvara vid offentliga högtider, fungera som värdinna vid officiella mottagningar, ta emot ambassadörer och supplikanter, och agera som beskyddare för olika konstnärliga och filantropiska ändamål. Joséphine ansågs uppfylla dessa plikter med otvungen charm, och gjorde succé i sin roll. 
Joséphine deltog aldrig i politiska frågor på eget initiativ. Under konsulatets första år deltog hon dock på Napoleons önskan i projektet att lösa problemet med de politiska emigranterna. Napoleon ville lösa problemet med de rojalister och f.d. aristokrater som sedan franska revolutionens utbrott hade levt utomlands och deltagit i politisk agitation mot den franska regimen, men han ville undvika att välkomna dem tillbaka själv för att inte stöta sig med allmänheten. Därför bad han Josephine, som före detta aristokrat, att genom sina kontakter med aristokratin göra det känt att hon kunde förmå Napoleon att stryka emigranter från emigrantlistan och därmed göra det möjligt för dem att återvända från exilen, återfå den egendom som inte hade sålts, och återfå en plats i den nya administrationen och armén. Joséphine fullföljde uppdraget med stor framgång. Hon upprättade kontakt med emigranterna utomlands via supplikanter i Paris och vidarebefordrade Napoleons budskap om amnesti, samtidigt som hon med Napoleons stöd gav myndigheterna order om att stryka tusentals människor från emigrantlistan. År 1801 hade över 40 000 personer återvänt genom denna taktik. Detta har kallats "Joséphine-strategin".

## Kejsarinna

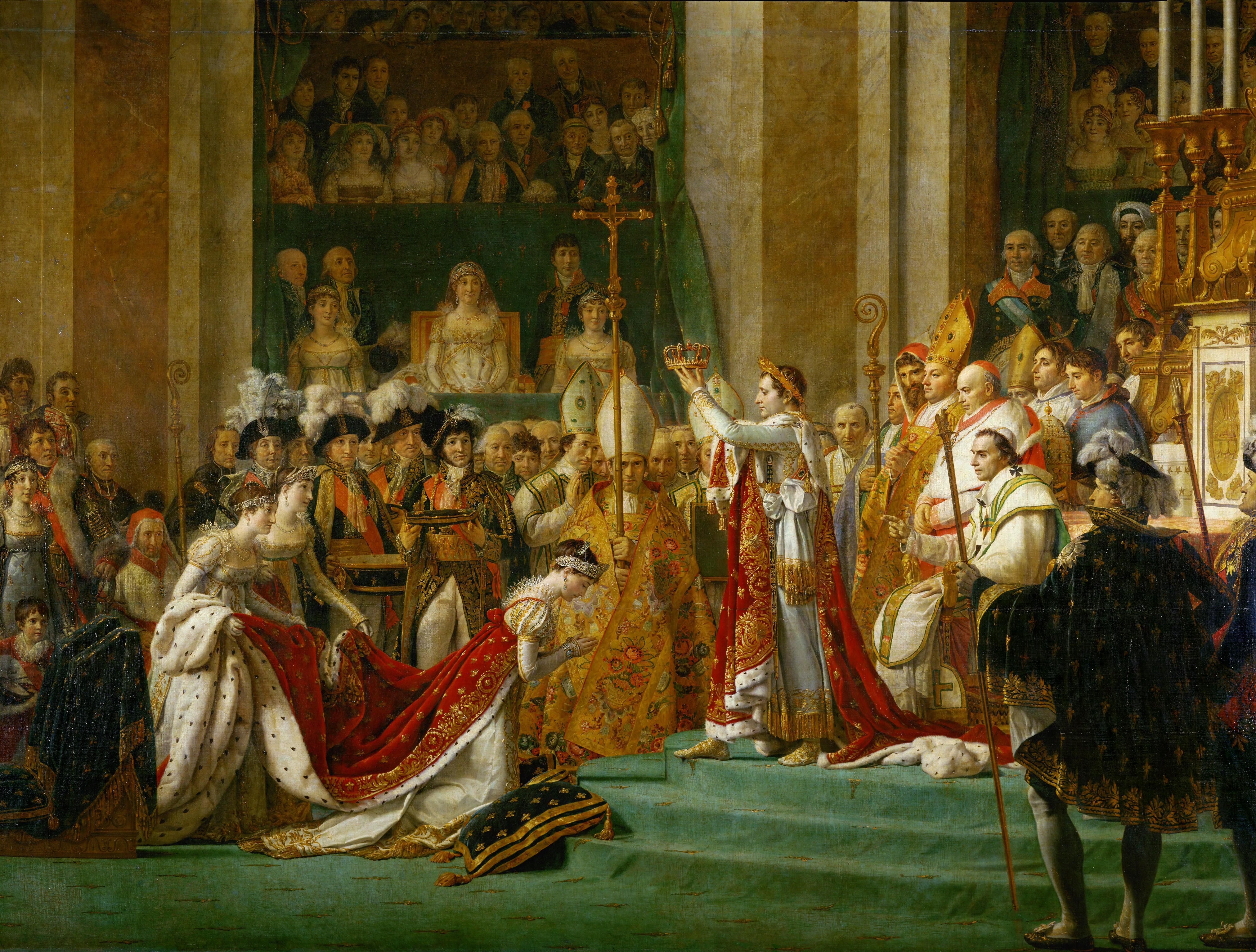
Kröningen av Joséphine den 2 december 1804; detalj från en målning av Jacques-Louis David, 1808. Louvremuseet, Paris.

Joséphine kröntes till Frankrikes kejsarinna den 2 december 1804. Hon kröntes egenhändigt av Napoleon. Kort innan hade hon på inrådan av påven haft en andra vigselceremoni med Napoleon, denna gång en kyrklig. Joséphine, som var rojalist, hade aldrig önskat bli kejsarinna utan tvärtom vädjat till Napoleon att inte "göra sig till kung". Införandet av en ny monarki gjorde att hon ständigt började frukta skilsmässa, eftersom en monarki förutsatte en tronarvinge.
Av sina samtida beskrivs Joséphine som livsbejakande och godhjärtad, som aldrig tvekade att hjälpa nödlidande i samhället, men även som fåfäng och slösaktig. Hon understödde konstnärer och gav frikostigt till en mängd välgörenhetsprojekt, särskilt sådana som stödde kvinnor och barn. Hon var populär och omtyckt bland allmänheten, där hon var känd för sin vänlighet, och vid hovet, där hon aldrig blandade sig i politik och höll sig utanför alla konflikter. Till skillnad från sin föregångare Marie-Antoinette hade Josephine inget separat hov, hennes eget hov var under Napoleons översyn och hennes tillvaro var hårt kontrollerad.
Hon tilläts ingen personlig frihet för att Napoleon ville förhindra varje misstanke om skandal, och hon övervakades med ett strängt schema som reglerade hennes dagar. I sina privata brev klagade hon över sin övervakade tillvaro. Hennes nöje var hennes personliga egendom Malmaison, en botanisk trädgård för vilken hon var berömd under sin livstid, och hennes genuina intresse för botanik. Hon hade rätt att välja fritt när skepp förde med sig utländska plantor, och slussade även ut plantor hon valt ut till museer och offentliga institutioner. 
Relationen till Napoleon förbättrades dock, och hon tros ha börjat älska honom vid slutet av deras äktenskap. Hon plågades av hans otrohet men vågade inte visa det öppet för att inte öka risken för skilsmässa. En skilsmässa föreslogs första gången 1807, men lades den gången ned. Allteftersom blev dock tronföljdsfrågan en kris som ökade risken för skilsmässa. 

## Senare liv

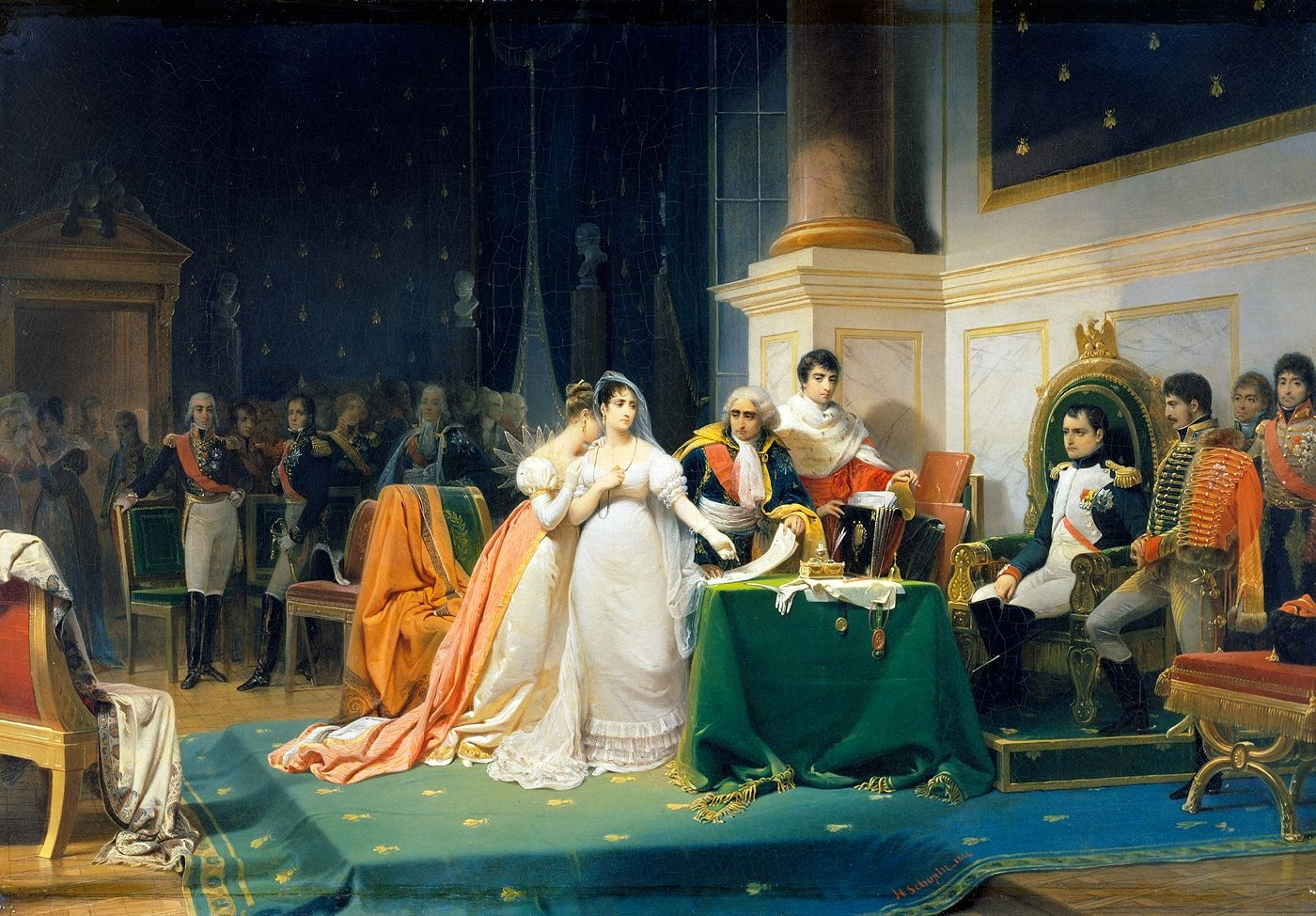
Joséphines skilsmässa, målning av Henri-Frédéric Schopin från 1843. Wallace Collection, London.

Äktenskapet upplöstes 10 januari 1810, eftersom Joséphine inte kunde föda den arvinge som Napoleon så hett önskade; hon hade blivit steril efter ett fall i en trappa. Den första tanken hade varit att adoptera hennes dotterson, som också var Napoleons brorson, men Napoleons bror Louis hade vägrat tillåta en adoption. Genom de utomäktenskapliga barn Napoleon fick insåg han också att steriliteten låg på hennes sida. 
Hon fick behålla sin titel som kejsarinna och bosatte sig på slottet Malmaison utanför Paris. De första två åren efter skilsmässan bodde hon på slottet Navarra i Normandie; hon hade vid skilsmässan också fått titeln hertiginna av Navarra. Vid Malmaison lät hon en berömd trädgårdsmästare, Dupont, anlägga en rosengård som hon genom sin ställning kunde skaffa rosor till från hela Europa. Vid Malmaison påbörjades ett rosförädlingarbete som blev av vikt, och några rossorter som ännu odlas kommer härifrån. Rosen "Empress Joséphine" har fått sitt namn efter henne.
Även efter deras skilsmässa fortsatte Napoleon att träffa Joséphine då och då. Några få dagar efter skilsmässan besökte Napoleon Joséphine, man kunde se det före detta paret gå hand i hand i slottsträdgården. Det sägs att hon var Napoleons livs stora kärlek.
Vid Napoleons fall 1814 flydde hon tillfälligt till slottet Navarra i Normandie under en tid, men återvände snart för att ta emot segrarna och säkra ekonomin för sig själv och sina barn. Hon gjorde succé bland de segrande arméernas befälhavare.
Joséphine avled i sviterna efter en svår förkylning. Hon ådrog sig denna under en fest för den ryske tsaren Alexander I på Malmaison, när hon underlät att bära en sjal över sina nakna axlar då hon promenerade runt med den ryske tsaren i slottsparken.

## Barn
Med Alexandre de Beauharnais:
1. Eugène (1781–1824), hertig av Leuchtenberg 1817–1824, vars dotter Josefina senare blev drottning av Sverige.
2. Hortense (1783–1837), gift med Louis Bonaparte, kung av Holland 1806–1810